# Anna Hoffmann (Regisseurin)
Anna Hoffmann anhörenⓘ(russ. Анна Гоффман; * 29. Juli 1980 in der Kasachischen SSR) ist eine kasachstandeutsche Filmregisseurin und Drehbuchautorin.

## Leben und Wirken
Anna Hoffmann, die einer Familie deutscher Herkunft entstammte, siedelte im Jahre 1990 – ein Jahr vor der Auflösung der Sowjetunion – aus der Kasachischen SSR in die Bundesrepublik über. Sie studierte ab 2001 ein Jahr Film- und Theaterwissenschaften an der Freien Universität Berlin und absolvierte von 2002 bis 2008 ein Regiestudium an der Filmakademie Baden-Württemberg in der Fachrichtung Dokumentarfilm. Während ihres Studiums war sie 2002 Regieassistentin bei Frank Coraci, 2006 bei Volker Schlöndorff.
Anna Hoffmann wurde für ihr Filmschaffen mehrfach ausgezeichnet, so im Jahre 2007 mit dem Kasachischen Filmpreis und 2008 mit dem Russlanddeutschen Kulturpreis des Landes Baden-Württemberg für ihren Dokumentarfilm Welche Richtung geht's nach Hause, in dem sie Fragen nach der Identität der Russlanddeutschen, ihrer Geschichte und Gegenwart stellt. 2009 wurde sie mit dem Deutschen Kurzfilmpreis für Die Haushaltshilfe gewürdigt.
In ihrem dreiteiligen Dokumentarfilm Heirate mich, Deutschland! begleitet sie drei ukrainische Au-pair Mädchen in Deutschland. Der Film wurde 2012 im SWR Fernsehen und im Mai 2014 vom Fernsehsender Phoenix ausgestrahlt.
Das Filmdrama Poka – heißt Tschüss auf Russisch ist Anna Hoffmanns erster Spielfilm, bei dem sie Regie führte und das Drehbuch zusammen mit Oliver Haller schrieb. Er wurde im Januar 2014 auf dem Filmfestival Max Ophüls Preis im Wettbewerb uraufgeführt.

## Preise
- 2007: Kasachischer Filmpreis
- 2008: Russlanddeutscher Kulturpreis des Landes Baden-Württemberg
- 2008: Caligari Förderpreis
- 2009: Deutscher Kurzfilmpreis
- 2014: Förderpreis auf dem 24. Filmkunstfest Mecklenburg-Vorpommern für "Poka – heißt Tschüss auf Russisch”[8]
- 2014: Preis für den besten Jugendfilm U18 des 24. Festivals des osteuropäischen Films Cottbus für „Poka – heißt Tschüss auf Russisch“

## Filmografie
- 2014 Poka  (Regie, Drehbuch)
- 2012 Heirate mich, Deutschland
- 2010 Born ready (Regie)
- 2009/2010 Die Haushaltshilfe (Regie, Drehbuch)
- 2009 Seatomorrow (Produzent)
- 2006 Welche Richtung gehts nach Hause? (Regie, Drehbuch)